# Paracrocidura
Paracrocidura és un gènere de musaranyes que pertanyen a la família dels sorícids. Els animals d'aquest grup viuen a l'Àfrica central i occidental i s'assemblen morfològicament a les espècies del gènere Crocidura.
Comprèn les següents espècies:
- Paracrocidura graueri
- Paracrocidura maxima
- Paracrocidura schoutedeni